# Imre König
Imre König (* 2. September 1901 in Gyula, Königreich Ungarn; † 9. September 1992 in Santa Monica, Kalifornien) war ein ungarisch-jugoslawisch-britisch-amerikanischer Schachspieler. Er spielte in den 1920er und 1930er Jahren internationale Turniere.
König wurde in Ungarn geboren. Nach dem Ersten Weltkrieg wanderte er nach Jugoslawien aus und nahm dort die jugoslawische Staatsbürgerschaft an. 1922 gewann er die Meisterschaft von Jugoslawien. Auch vertrat er dieses Land bei den Schacholympiaden 1931 in Prag und 1935 in Warschau sowie bei der inoffiziellen Schach-Olympia 1936 in München.
1938 emigrierte er nach England, 1949 wurde er britischer Staatsbürger. 1948/49 belegte er in Hastings Platz zwei hinter Nicolas Rossolimo. 1951 verlieh ihm die FIDE den Titel Internationaler Meister.
1953 siedelte er in die USA über. Er starb 1992 in Santa Monica.

## Autor
König veröffentlichte mehrere Artikel in verschiedenen Schachzeitschriften und schrieb einige Bücher, etwa Chess from Morphy to Botwinnik. A Century of Chess Evolution (New York 1977, ISBN 0-486-23503-3).